# Lista planetelor din seria Fundației
Aceasta este o listă de planete din seria Roboților, seria Imperiul Galactic și din seria Fundației de Isaac Asimov.

## 61 Cygni
Sistemul stelar 61 Cygni din Sectorul Sirius este considerat de Lordul Dorwin ca locul posibil de origine a speciei umane.

## Alpha
Alpha este o planetă fictivă ce orbitează cea mai mare stea din Alpha Centauri. Este considerată de Lordul Dorwin ca locul posibil de origine a speciei umane, alături de alte sisteme ca Soarele, Sirius, 61 Cygni și Arcturus.

## Anacreon
Anacreon (cunoscută și ca Anacreon A II) este o planetă aflată la periferia galactică și parte a Imperiului Galactic, planeta a fost capitala subprefecturii Anacreon, a prefecturii Anacreon, a provinciei Anacreon și mai târziu a Regatului Anacreon. Anacreon a fost un faimos poet grec.  

## Arcturus
Arcturus este una dintre cele mai importante planete. Se pare că a fost numită după steaua Arcturus din Boarul.

## Askone
Askone este una dintre planetele din periferia galactică, lângă Glyptal IV, care s-a alăturat Fundației.

## Asperta
Menționată de primarul Indbur  în Fundația și Imperiul, ca o planetă pentru care Fundația a protestat împotriva  uneor "practici comerciale aspre". 

## Aurora
A fost prima lume colonizată de Spațieni, inițial numită Noul Pământ; planeta era localizată la 3,7 parseci (12 ani lumină) de Pământ.

## Baronn
O planetă menționată în O piatră pe cer, ca locul nașterii lui Bel Arvardan.

## Bonde
Menționată de primarul Indbur în Fundația și Imperiul, una dintre planetele din cadrul Fundației. 

## Cil
Menționată în A doua Fundație. Ea se află pe traseul comercial obișnuit dintre Kalgan și Tazenda.

## Cinna
Menționată în Preludiul Fundației. Se presupune că Dors Venabili este de pe Cinna. Singurele descrieri cunoscute despre Cinna provin de la Dors și, din moment ce acesta era un robot care cel mai probabil nu a fost niciodată pe Cinna, s-ar putea ca descrierile sale să nu fie exacte. Potrivit lui Dors, Cinna este o lume mică, lipsită de importanță, în care cantitatea de pânză folosită la îmbrăcăminte de plajă lasă "foarte puțin loc imaginației".

## Comporellon
Comporellon orbitează sistemul stelei cunoscute azi ca Epsilon Eridani. Este prima lume colonizată de oamenii de pe Pământ după evenimentele din Roboții și Imperiul. Inițial se numea Baleyworld în onoarea lui  Bentley Baley, fiul lui Elijah Baley. Această lume este cunoscută a fi foarte rece și puritană. Majoritatea orașelor, inclusiv capitala, sunt subterane.

## Nexon
Locuitorii acestei planete au colonizat Solaria. Planeta se află la 2 parseci (6.5 ani-lumină) de Solaria.

## Orsha II
Un sistem din Sectorul Norman al Imperiului Galactic, menționat în Fundația. Planeta locuită este Orsa II, a doua planetă a sistemului. Capitala sectorului normanic a fost inițial Siwenna (20 parseci sau 65 de ani-lumină), dar după prima răzvrătire din Siwenna a fost mutată în Orsha II.

## Pallas
Lume a Spațialilor infamă pentru obiceiul de vopsire a părului facial; Santirix Gremionis a negat practica. Pallas este, desigur, epitetul zeiței grecești Atena.

## Radole
O lume în rotație sincronă cu steaua sa, o "lume a panglicilor" locuită de negustorii spațiali cunoscuți ca "Comercianții" în timpul Fundației și Imperiul. Casele și grădinile sale au fost construite pentru a se confrunta cu "soarele de dimineață" nemișcat, în timp ce la o mică distanță este noapte veșnică; Asimov a scris acest lucru într-un moment în care se presupunea că planeta  Mercur are mereu o singură față îndreptată spre Soare. 

## Rhampora
Este faimoasă pentru stridiile sale. 

## Rhea
Una din cele cincizeci de lumi ale Spațialilor. Rhea este una dintre cele două mari planete din sudul galactic. În mitologia greacă,  Rhea a fost soția lui Cronos. 

## Rigel
Este o planetă din seria Imperiului. În primul mileniu al erei galactice, locuitorii săi au dezvoltat o cultură robotică. Deoarece acest lucru i-a făcut pe locuitori foarte pasivi, au devenit o pradă ușoară pentru războinicul [Moray (personaj) | Moray]]. Astfel, soarta planetei [Rigel] semănă cu cea a lumilor Spațialilor. Numele planetei poate proveni de la numele stelei Rigel. 

## Rossem
În timpul Imperiului Galactic, Rossem a fost folosită ca închisoare politică și a găzduit o mică garnizoană navală și un observator (A doua Fundație). După căderea Imperiului, a fost cucerită de Oligarhia Tazenda.

## Solaria
Solaria a fost ultima din cele cincizeci de lumi care urmau să fie colonizate de Spațiali, colonizată la aproximativ 4270 d.Hr. de către locuitorii lumii vecine Nexon, inițial pentru casele de vară. Sistemul solar are trei planete, pe planeta Solaria III se află continentul nordic Helionia. Solaria III are un diametru de 15.000 km (9,300 mi), de 1,24 ori mai mare decât pământul.

## Tazenda
Tazenda este o oligarhie formată din 27 de planete care au rămas în afara politicii interstelare. A fost considerată de către Catârul ca fiind casa celei de-a doua fundații, datorită locației sale la 120 de grade radiale față de Terminus, a amplasării sale într-o constelație vizibilă de la Trantor (ceea ce i-a dat numele "Star's End"), numele său sunând similar cu "Star's End". Oligarhia a fost atacată și distrus de Catârul în 315 Era Fundației.  Nu a fost locația celei de-a doua fundații. 

## Terel
Una dintre lumile Asociației Comercianților Independenți. A avut o victorie minoră împotriva lui Catârul.

## Terminus
Terminus este planeta capitală a primei fundații. Planeta este singura planetă stâncoasă care orbitează steaua izolată. Capitala planetei Terminus este Terminus City, unde se află Piata Enciclopediei. În religia romană , Terminus era zeul care proteja pietrele de graniță și, prin urmare, numele planetei este potrivit. 

## Trantor
Trantor se află în centrul galaxiei și este capitala Imperiului Trantorian (sau Imperiu Galactic). 

## Wencory
Planeta de origine a lui Las Zenow (12008 - ?????), bibliotecar șef al Bibliotecii de pe Trantor. Zenow s-a reîntors pe Wencory la pensionarea sa. (Menționat în Fundația Renăscută).

## Zoranel
Pe această lume sterilă, membri ai celei de-a doua Fundații capturați pe Terminus au fost exilați să moară.